# Рапануйська міфологія

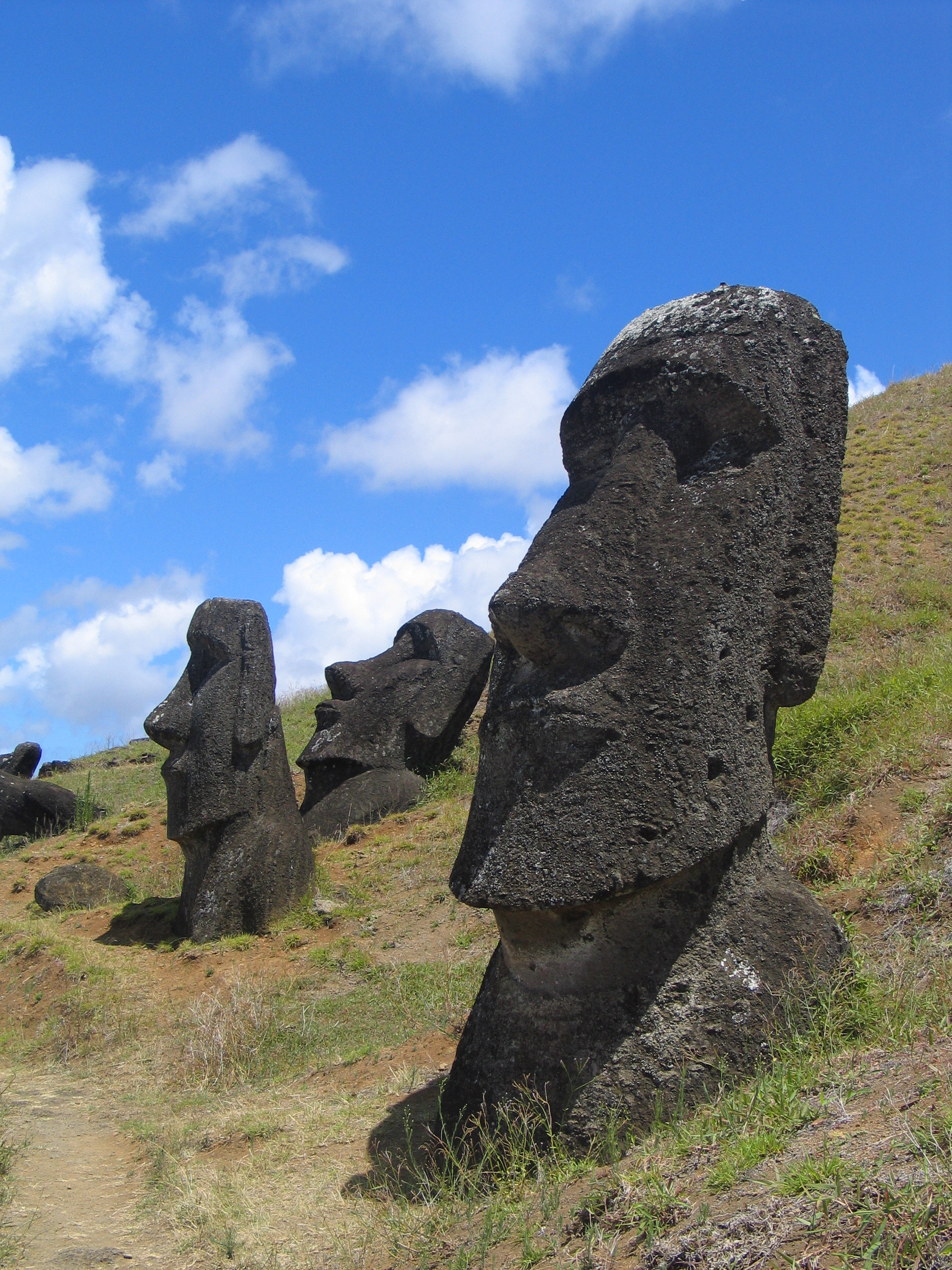
Моаї. Рано Рараку, Острів Пасхи.

Рапануйська міфологія — міфологічні уявлення рапануйців — корінного населення острова Пасхи (рап. Rapa Nui). Особливості вірувань, як і всієї культури рапануйців, багато в чому обумовлені складністю процесу заселення острова (у III—IV столітті на острові з'явилися переселенці з Маркізьких островів, у VIII—IX століттях — нові переселенці з інших островів Східної Полінезії) і наступними контактами рапануйців з індіанцями тихоокеанського узбережжя Америки. На основі вивчення археологічних і етнографічних даних, рапануйського фольклору і його зіставлення з міфами і фольклором інших народів Полінезії більшість дослідників вважає, що місцеві міфи являють собою гілку полінезійської міфології: фольклорні матеріали і уривчасті відомості рапануйських інформаторів вказують, що місцевим були відомі головні боги загальнополінезійского пантеону, що мали тут інші, локальні, імена (Макемаке, Меа Кахи, Теко та інші). Норвезький дослідник Тур Хейєрдал вважає, що головні боги рапануйців мають не полінезійскій характер. Образи богів і духів (акуаку) знайшли відображення у співах і заклинаннях, які виконувалися під час свят та обрядів увіщення богів, які володіли таємничою силою (мана), у сакральній частини генеалогій верховних вождів. Є всі підстави вважати, що пантеон рапануйців включав могутніх богів, які брали участь у створенні світу з хаосу і темряви (Тане, Танга Роа, Ронго та інші), і дітей та онуків великих богів — обожнених предків, яким присвячені моаї, і духів, звеличених пізніше до рангу богів (Тікі, Хена Наку, Хіва Кара Рере).

## Космогонія

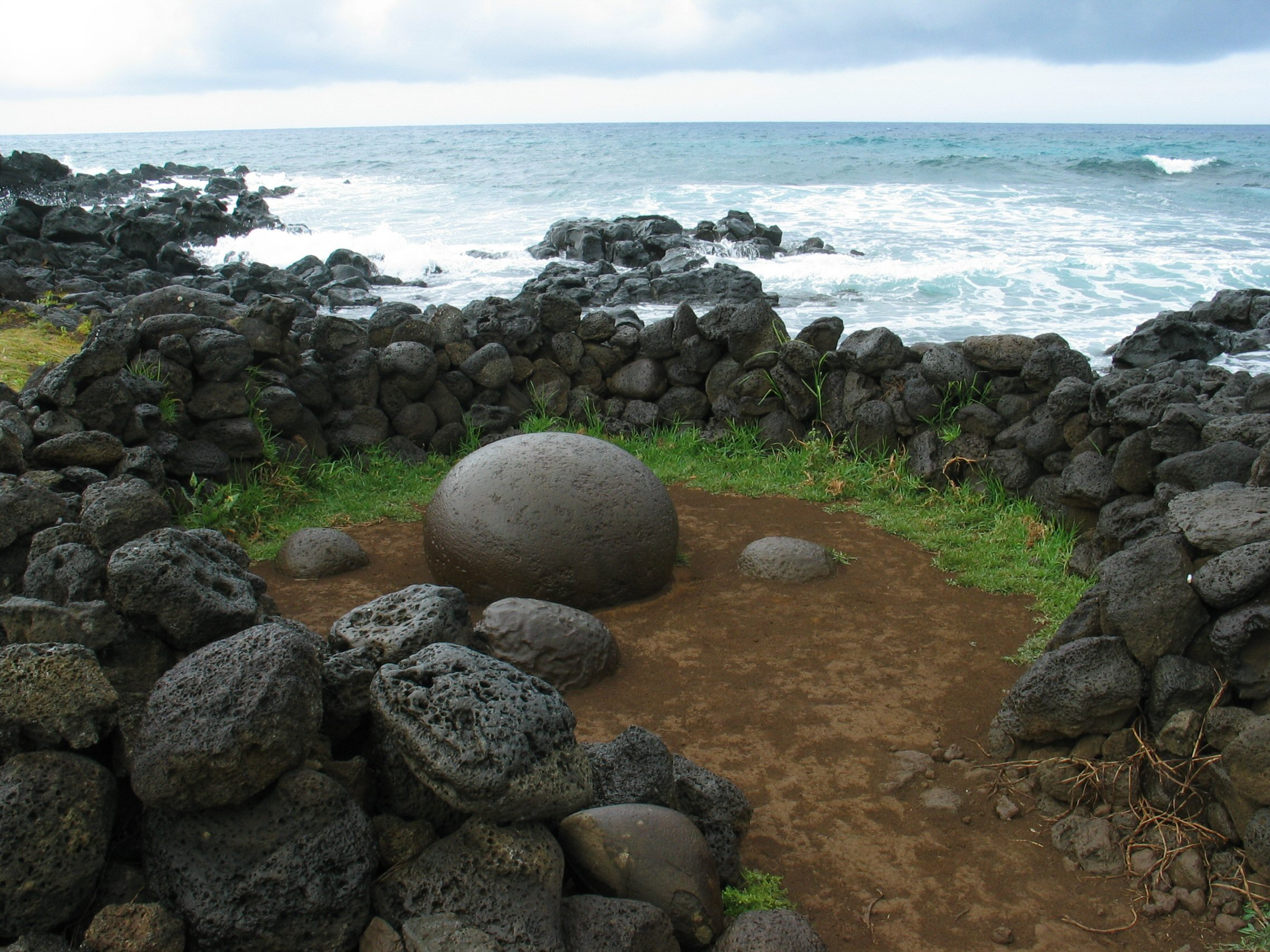
«Пуп землі» — Аху Те Піто Кура.

Космогонічні міфи рапануйців не збереглися, однак у фольклорі зареєстрований сюжет про Хеке — великого восьминога міфічних часів та інших істот. Створенню світу присвячена пізня екзотерична версія «Створення світу», згідно з якою божества, поєднуючись один з одним або з будь-якими предметами і явищами природи, породжують рослини, тварин, риб, птахів, людей. У космографії знайшли, очевидно, відображення дуалістичні уявлення про два світи — світ світла і світ темряви, куди, залишивши тілесну оболонку, відправляються духи померлих. За уявленнями рапануйців, духи (істоти чоловічої або жіночої статі) могли вселятися у птахів, риб, тварин або рослини. Злі духи, осівши на землі, втручалися в життя людей, мстилися їм за образи та зневагу. Духи молодих островитян, що рано покинули світ світла і сонця, могли повернутися на землю і знову стати людьми. Духи верховних вождів і знатних рапануйців, згідно з традиціями, повертаються на Хіву (місцевий варіант країни Гавайки — легендарної прабатьківщини східних полінезійцев).

## Макемаке та Уоке

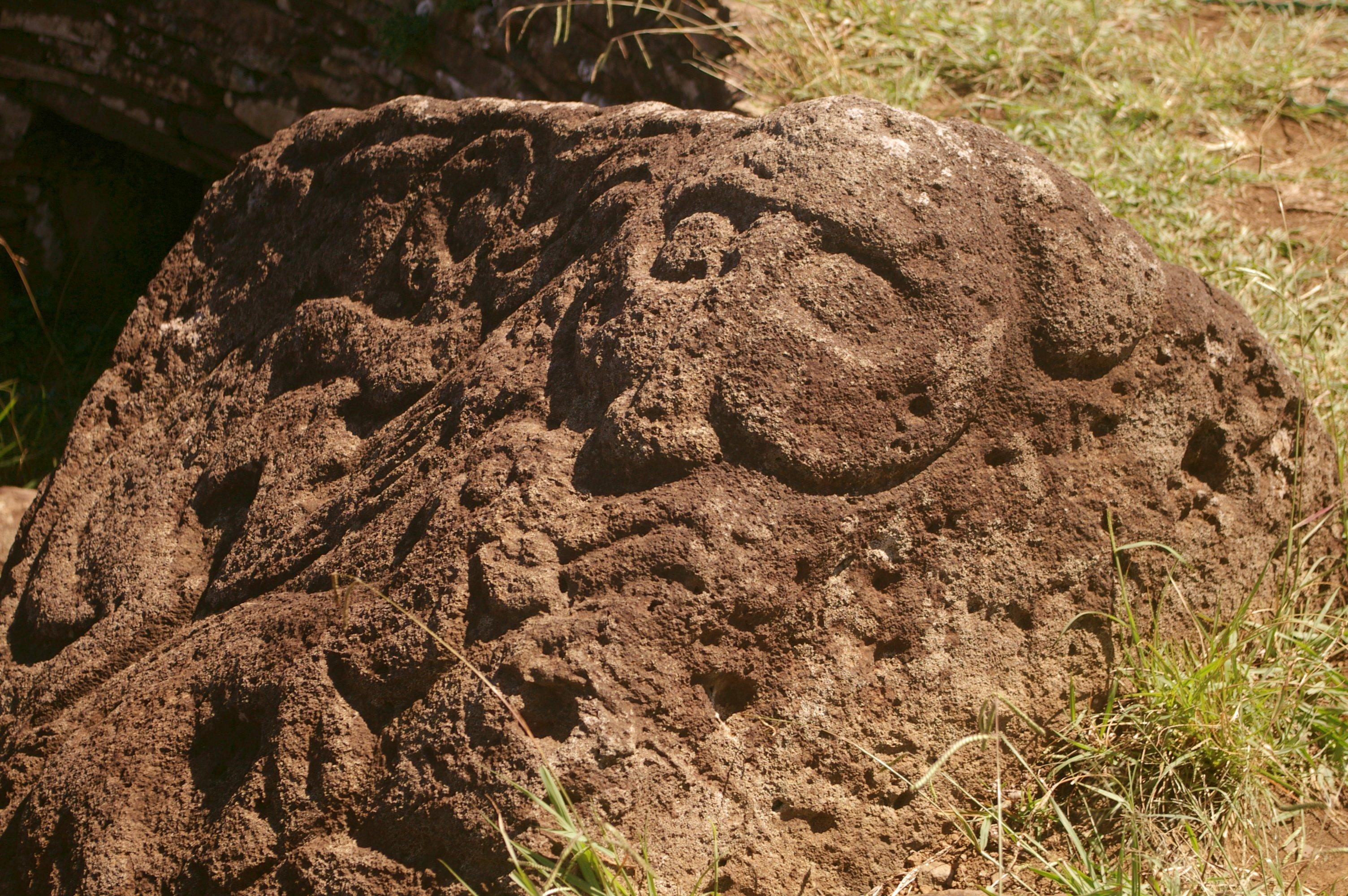
Петрогліф що зображує Макемаке. Острів Пасхи.

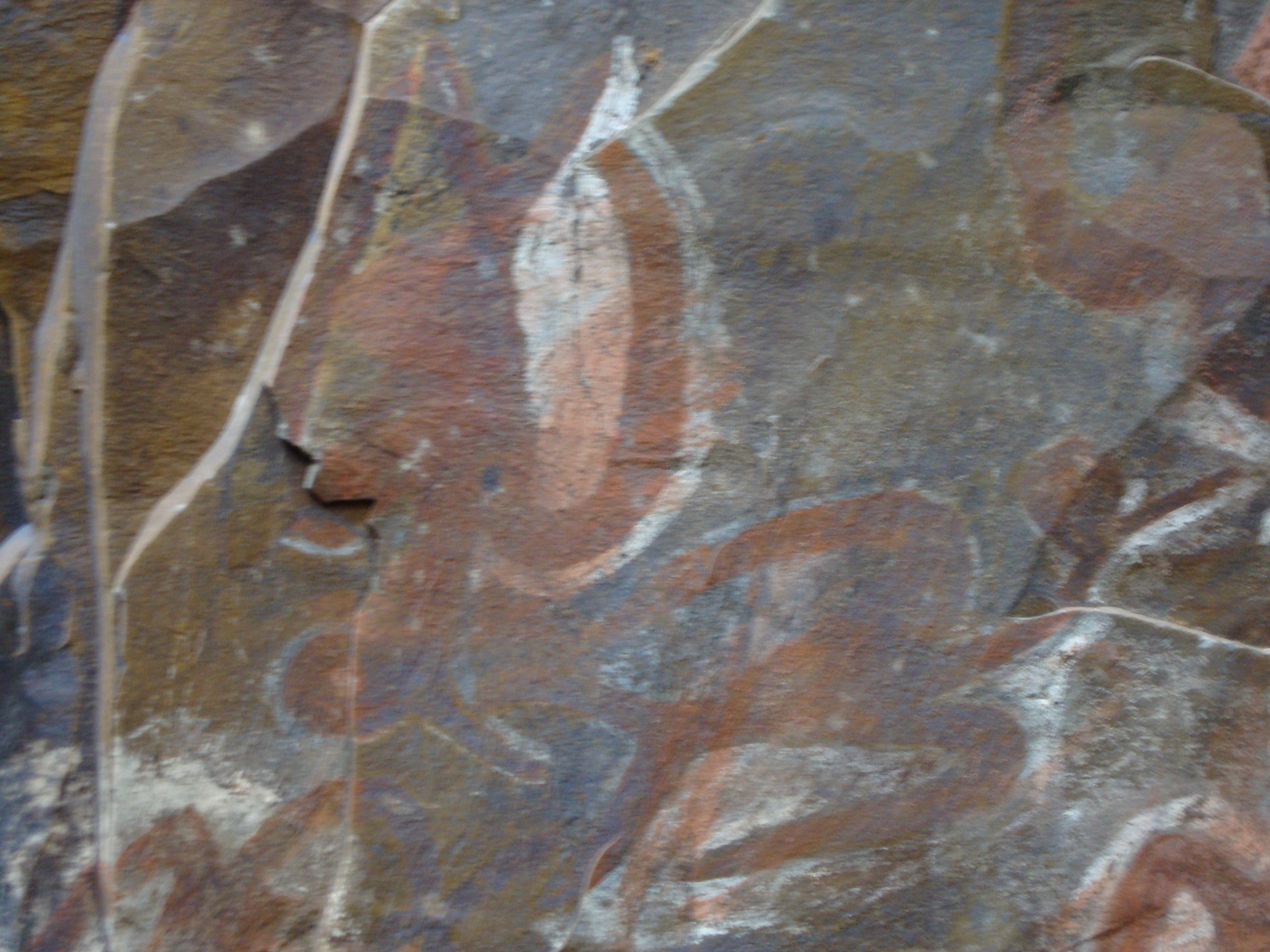
Печерний розпис присвячений культу «птахолюдей» (tangata manu). Ана Каї Тангата.

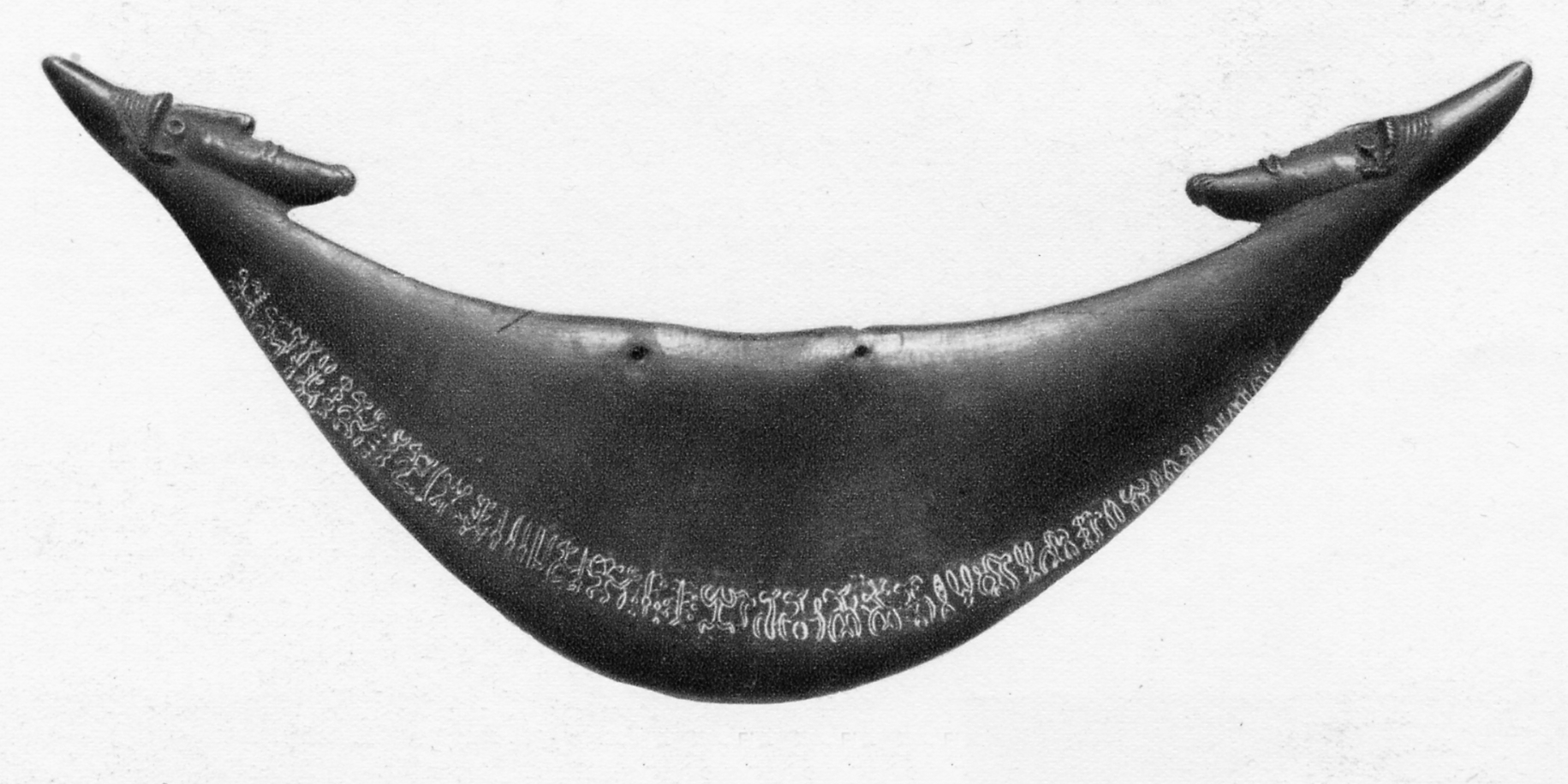
Реїміро з острова Пасхи.

### Макемаке
Як і всюди в Полінезії, богам були властиві риси культурних героїв і господарів стихій: вони створюють острови і перших людей (Маке-маке), сприяють росту рослин і розмноженню птахів (Макемаке, Ронго), іноді діють в образі тварин — мешканців тих стихій, над якими вони панують (Танга Роа). Верховний бог Макемаке близький за своїми функціями загальнополінезійскому Тані (почасти, можливо, і Танга Роа). Макемаке, як і Тані, створює землю, сонце, і місяць, зірки, а також перших живих істот — пращурів рапануйців. В уявленні рапануйців Макемаке («світлий») був колись тісно пов'язаний із сонцем і символічним вогнем. Його атрибутом була блискавка, а символом — червоний колір. «Червона вода» Макемаке втілювала життєву силу. Макемаке, володар небесних сфер і господар птахів, вшановувався в образі його священних птахів — морських крачок. Наскельні образи Макемаке, його гротескні фігурки з дерева, череп — втілення таємничої сили (мана) Макемаке відігравали велику роль у магічних обрядах. 

#### Культ «птахолюдей»
Приблизно у 1680 році воїни острова заснували новий культ «птахолюдей» (рап. tangata manu) бога Макемаке, бога, що сотворив людину. Причиною заснування нового культу став занепад рапануйського суспільства, викликаний цілковитим знищенням лісів. Неподалік від вулкана Рано-Као існувала культове поселення Оронго, засноване на честь Макемаке, як божества родючості та врожаю. Щорічно між представниками усіх кланів Рапануї проводились змагання. Учасники змагання повинні були допливти до невеличкого острівця Моту-нуї й першим знайти яйце чорної крачки (рап. manutara). Переможець наділявся правом впродовж року контролювати розподіл ресурсів для свого клану. Ця традиція існувала до 1867 року. Біля поселення Оронго існує близько 480 петрогліфів, що зображують птахолюдей та головне божество.

### Уоке
Антиподом бога-творця Макемаке виступає Уоке (Увоке), бог-руйнівник (мабуть, пізня іпостась загальнополінезійского бога-громовержця і покровителя землеробства Ронго). Уоке руйнував землю, піднімаючи і опускаючи її за допомогою палиці-копалки до тих пір, поки від неї залишився один острів Рапа-нуї («пуп землі»). Символом Уоке була, ймовірно, нагрудна прикраса («реїміро» — рап. reimiro), вирізана з дерева у вигляді півмісяця, кінці якого оформлені як стилізовані головки бога — таку прикрасу рапануйці носили колись під час святкування посадки батату-кумари (лат. Ipomoea batatas). Ронго покровитель кумари у Новій Зеландії.

## Інші божества

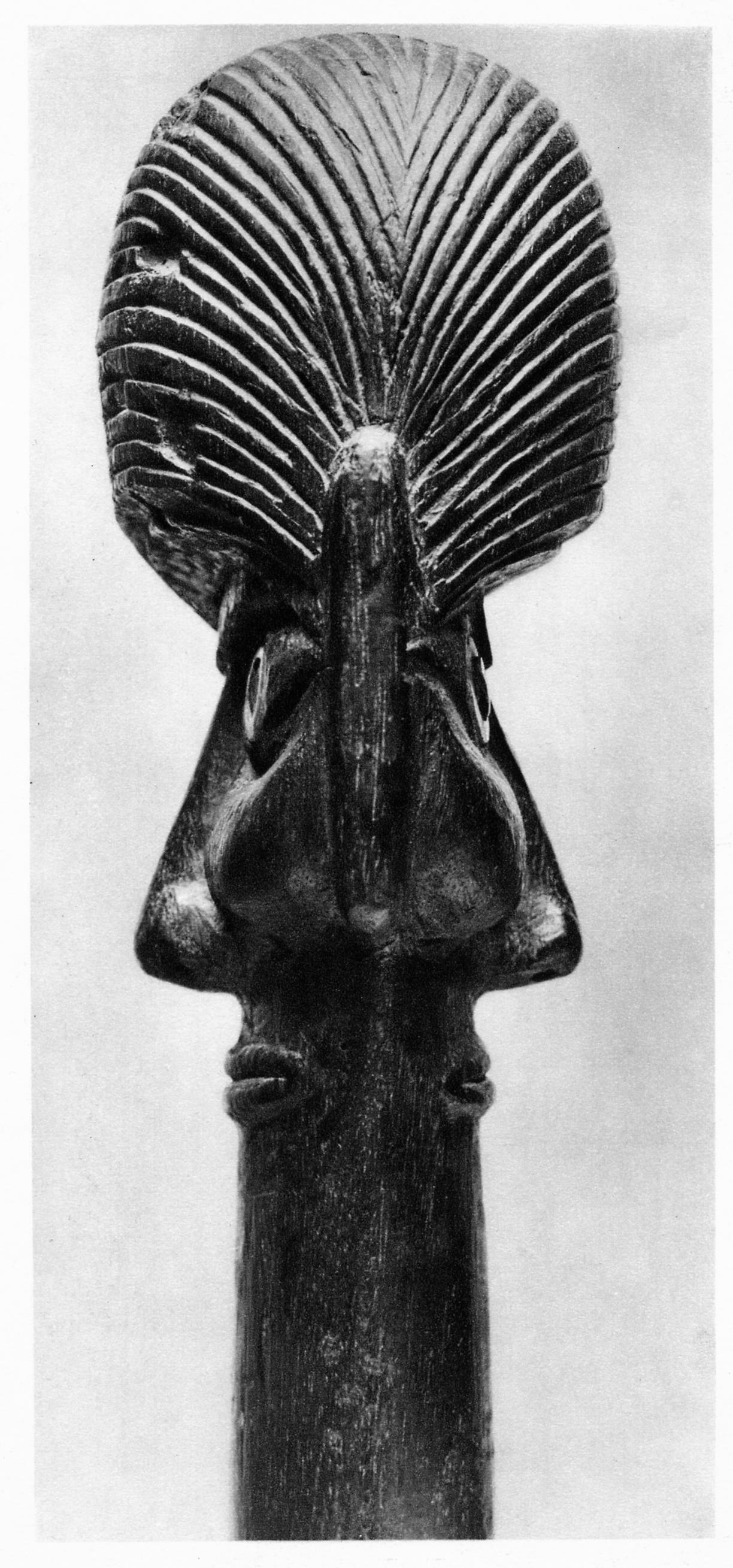
Різьблений церемоніальний жезл із зображенням Танга Роа.

Дослідники вважають, що рапануйцям було відомо полінезійське хтонічне божество Хіро, якого вони наділяли також функціями бога дощу. Ще у першій третині XX століття зберігалися спогади про обряді викликання дощу («довгих сліз Хіро»), що виводиться Хейердалом від стародавніх культур Південної Америки. У селищі Оронго виявлені зображення «плачу бога». 
Кілька екзотеричних версій міфів пов'язано з образом Танга Роа, господаря водних стихій і морських тварин. Рапануйці зводили до Танга Роа (і його сина Ронго) генеалогію своїх верховних вождів (різьблені дволикі антропоморфні зображення Танга Роа вирізані на церемоніальних жезлах — атрибути влади священних правителів острова Пасхи). Своїм земним предком рапануйці вважали також Тікі те Хату (Тікі-володар). У міфі про створення світу Тікі виступає в ролі безпосереднього предка легендарного вождя рапануйців Хота Матуа. 
По мірі розвитку рапануйської міфології в ній з'явилися нові, місцеві боги і божества. Божество Хіва Кара Рере по суті дублює загальнополінезійского Хіро, а бог Хена Наку (покровитель птахів) приймає деякі риси і функції Макемаке. Полінезійська богиня місяця й покровителька жінок Хіне (Хіна) трансформувалася в злу стару Нуахіне, володарку людських доль. До загальнополінезійского Мауї підходять багато рис рапануйського культурного героя і трикстера Урі а Ваї а Нухе (епітет Мауї). Урі, персонаж версій етіологічного характеру, не просто винахідливий жартівник, схожий на хитромудрого Мауї, — це сам Мауї в іншому, пізнішому амплуа. Ряд міфологічних і фольклорних (про допомогу батька після смерті, про безсмертя душі) сюжетів з'явився вже після знайомства рапануйців з біблійними переказами (у процесі християнізації острова Пасхи наприкінці XIX століття).
Міфологічні уявлення пронизують і версії давніх історичних переказів рапануйців, що оповідають про плаваннях їх предків, життя перших поселенців, про війни між різними групами мешканців острова (зокрема, між ханау момако («коротковухі») і ханову єепе («довговухі»)). Легендарні вожді та герої рапануйців, жреці і віщуни діють у легендах за допомогою магії, чаклунства, заклинань, перетворень.